# خورشیدگرفتگی ۲۴ مارس ۱۸۱۱
خورشیدگرفتگی ۲۴ مارس ۱۸۱۱ (به انگلیسی: Solar eclipse of 2۴ مارس ۱۸۱۱) یک خورشیدگرفتگی از نوع خورشیدگرفتگی کلی بود. این خورشیدگرفتگی در تاریخ ۲۴ مارس ۱۸۱۱ روی داد که زمان اوج آن، ساعت ۱۴:۱۲:۱۳ به‌وقت ساعت هماهنگ جهانی بوده‌است. مدت‌زمان و طول این خورشیدگرفتگی ۰۳ دقیقه و ۲۷ ثانیه بود.